# TiVo Corporation
TiVo Corporation (anteriormente Rovi Corporation y Macrovision Solutions Corporation) fue una empresa de tecnología estadounidense. Con sede en Santa Clara, California, la compañía estaba involucrada principalmente en la concesión de licencias de su propiedad intelectual dentro de la industria de la electrónica de consumo, incluida la gestión de derechos digitales, el software de guía electrónica de programas y los metadatos. La empresa poseía más de 6000 patentes pendientes y registradas. La compañía también proporcionaba plataformas de análisis y recomendaciones para la industria del vídeo.
En 2016, Rovi adquirió el fabricante de grabadores de vídeo digital TiVo Inc. y se cambió su nombre a TiVo Corporation. El 13 de noviembre de 2017, TiVo anunció el nombramiento del veterano ejecutivo de tecnología Enrique Rodríguez como el nuevo CEO de la compañía.
El 19 de diciembre de 2019, TiVo se fusionó con Xperi, creando la empresa de licencias más grande del mundo.

## Historia
Macrovision Corporation fue fundada en 1983. La película "The Cotton Club" (1984) fue el primer videocasete codificado con la tecnología Macrovision; este se lanzó en 1985. Durante el fin de los 80, los más importantes estudios de Hollywood comenzaron a utilizarla. En 1997 esta se expandió a los reproductores DVD.

## Macrovision para vídeo
Una cinta VHS o un DVD (no se incluyen los CD o VCD's) o un decodificador de TV cable/satelital que recibe una señal codificada con Macrovision, puede hacer que una máquina VCR falle a la hora de grabar (a excepción de los modelos muy antiguos, VCR's modificados o alterados, o aquellos aprobados para "uso profesional"). Esto se puede observar, ya que la imagen se desvanece de oscuro a claro, o la imagen vibra como si el "tracking" de la cinta estuviese mal ajustada.

## SafeCast
SafeCast es un seguro anticopia para software comercializado por Macrovision. Se ha usado en los softwares más populares como Intuit's TurboTax y en los programas de Adobe Software.

## RipGuard
En febrero de 2005, Macrovision introdujo su nueva tecnología RipGuard. Fue hecho para prevenir (o reducir) la copia de DVD alterando el formato del contenido de este, con el fin de alterar el programa de copia. Macrovision dice que el 97% de los DVD rippers no pueden copiar un DVD protegido con RipGuard. De todas maneras, esto puede ser evitado con el uso del programa AnyDVD.

## Programa de descifrado CSS
Los programas de descifrado CSS (como DVD Decrypter, AnyDVD y DVD Shrink) permite que un DVD con una región específica pueda ser copiado como un DVD para todas las regiones. También elimina Macrovision, Content Scrambling System (CSS) y el código de región.